# Chantal Janzen
Chantal  Janzen (Tegelen, 1979. február 15. –) holland televíziós műsorvezető, énekesnő és színésznő. 
A 2021-es Eurovíziós Dalfesztivál egyik műsorvezetője Rotterdamban.

## Élete
Az Amsterdami Művészeti Főiskolán tanult. 
Két gyermeke van. 2014. december 15-én Marco Geeratzhaz férjhez ment.

## Filmjei

### Mozifilmek
| Év   | Cím                            | Szerep                   |
| ---- | ------------------------------ | ------------------------ |
| 2002 | Volle maan                     | Andrea                   |
| 2003 | Loverboy                       | Claudia                  |
| 2003 | Pista!                         | Heidi                    |
| 2004 | Fighting Fish                  | Jennifer                 |
| 2004 | Feestje!                       | Talita                   |
| 2004 | De Dominee                     | Annet                    |
| 2005 | Deuce Bigalow: European Gigolo | Scandinavische pornoster |
| 2007 | Kicks                          | Denise                   |
| 2007 | Alles is Liefde                | Sarah                    |
| 2009 | De Hel van '63                 | Dieuwke Ferwerda         |
| 2010 | Het geheim                     | Laura Stikker            |
| 2013 | Soof                           | Bob                      |
| 2014 | Pak van mijn hart              | Julia                    |
| 2017 | Het verlangen                  | Brigitte Hooijmakers     |

### TV-sorozatok
| Év        | Cím                                                | Szerep                                                                                   |
| --------- | -------------------------------------------------- | ---------------------------------------------------------------------------------------- |
| 2002      | IC                                                 | Esther Goud                                                                              |
| 2003      | Baantjer                                           | Julia Hendrikx                                                                           |
| 2003      | De Band                                            | Inge                                                                                     |
| 2005      | Meiden van De Wit                                  | Wendy                                                                                    |
| 2005      | De Lama's                                          | Önmaga                                                                                   |
| 2005      | Samen                                              | Iris Bestevaer                                                                           |
| 2006      | Kinderen geen bezwaar                              | Önmaga                                                                                   |
| 2007      | Katja vs De Rest                                   | Önmaga                                                                                   |
| 2010-től  | De TV Kantine                                      | több szerep mint Helga Geerhart, Samantha de Jong (Barbie), Melania Trump, Mariska Bauer |
| 2012      | Goede tijden, slechte tijden (Jó idők, rossz idők) | Glinda                                                                                   |
| 2012–2016 | Divorce                                            | Sophie Schaeffer-Bax                                                                     |
| 2019      | Kees & Co                                          | Coosje                                                                                   |
| 2019      | Goede tijden, slechte tijden (Jó idők, rossz idők) | Annelies de Heer                                                                         |

## Musical
- 2000–2001: 42nd Street - Lorraine Fleming
- 2001–2003: Saturday Night Fever (Szombat esti láz) - Stephanie Mangano
- 2003–2004: Kunt u mij de weg naar Hamelen vertellen, mijnheer? - Lidwientje Walg
- 2004–2005: Crazy For You - Patsy
- 2005–2007: Belle en het Beest (A szépség és a szörnyeteg) - Belle
- 2007–2009:  Tarzan - Jane
- 2010 / 2011: Petticoat! - Patricia "Pattie" Jagersma
- 2011 / 2012: Wicked - Glinda
- 2012–2015: Hij Gelooft in Mij - Rachel Hazes

## Fordítás
- Ez a szócikk részben vagy egészben  a   Chantal Janzen című német Wikipédia-szócikk fordításán alapul.  Az eredeti cikk szerkesztőit annak laptörténete sorolja fel. Ez a jelzés csupán a megfogalmazás eredetét és a szerzői jogokat jelzi, nem szolgál a cikkben szereplő információk forrásmegjelöléseként.